# Pierrefitte (Corrèze)
Pierrefitte è un comune francese di 79 abitanti situato nel dipartimento della Corrèze nella regione della Nuova Aquitania.

## Società

### Evoluzione demografica
Abitanti censiti